# Shosei Okamoto
Shosei Okamoto (岡本 將成 Okamoto Shosei?), född 7 april 2000 i Toyama prefektur, är en japansk fotbollsspelare.
Okamoto började sin karriär 2018 i Albirex Niigata.